# Santo Tomás Jalieza
Santo Tomás Jalieza är en kommunhuvudort i Mexiko.   Den ligger i kommunen Santo Tomás Jalieza och delstaten Oaxaca, i den sydöstra delen av landet, 400 km sydost om huvudstaden Mexico City. Santo Tomás Jalieza ligger 1 522 meter över havet och antalet invånare är 1 118.
Terrängen runt Santo Tomás Jalieza är huvudsakligen kuperad, men åt sydväst är den platt. Runt Santo Tomás Jalieza är det ganska tätbefolkat, med 67 invånare per kvadratkilometer. Närmaste större samhälle är Vicente Guerrero, 10,3 km norr om Santo Tomás Jalieza. Omgivningarna runt Santo Tomás Jalieza är en mosaik av jordbruksmark och naturlig växtlighet.